# Кубок «Финал четырёх» по волейболу 2008
1-й розыгрыш Кубка «Финал четырёх» по волейболу прошёл с 3 по 7 сентября 2008 года в Форталезе (Бразилия) с участием 4 женских национальных сборных команд стран-членов NORCECA и CSV. Победителем стала сборная Бразилии.

## Команды-участницы
Доминиканская Республика, Бразилия, Аргентина — призёры Панамериканского Кубка-2008;
Куба — по приглашению организаторов.

## Система проведения турнира
4 команды-участницы на предварительном этапе проводят однокруговой турнир. По его итогам команды распределяются на две полуфинальные пары. Победители полуфиналов выходят в финал и определяют победителя турнира. Проигравшие в полуфинале разыгрывают бронзовые награды.

## Предварительный этап
| М | Команда                  | 1   | 2   | 3   | 4   | И | В | П | С/П | О |
| - | ------------------------ | --- | --- | --- | --- | - | - | - | --- | - |
| 1 | Бразилия                 |     | 3:1 | 3:0 | 3:0 | 3 | 3 | 0 | 9:1 | 6 |
| 2 | Доминиканская Республика | 1:3 |     | 3:1 | 3:0 | 3 | 2 | 1 | 7:4 | 5 |
| 3 | Куба                     | 0:3 | 1:3 |     | 3:0 | 3 | 1 | 2 | 4:6 | 4 |
| 4 | Аргентина                | 0:3 | 0:3 | 0:3 |     | 3 | 0 | 3 | 0:9 | 3 |

3 сентября: Доминиканская Республика — Куба 3:1 (25:16, 21:25, 26:24, 25:14); Бразилия — Аргентина 3:0 (25:19, 25:15, 25:17).
4 сентября: Куба — Аргентина 3:0 (25:20, 25:20, 25:20); Бразилия — Доминиканская Республика 3:1 (15:25, 25:19, 25:22, 25:12).
5 сентября: Доминиканская Республика — Аргентина 3:0 (25:12, 25:19, 25:17); Бразилия — Куба 3:0 (25:18, 25:15, 25:13).

## Плей-офф

### Полуфинал
6 сентября
Доминиканская Республика — Куба 3:0 (25:17, 25:18, 25:20)
Бразилия — Аргентина 3:0 (25:15, 25:12, 25:12)

### Матч за 3-е место
7 сентября. 
Аргентина — Куба 3:1 (26:24, 25:19, 16:25, 25:22)

### Финал
7 сентября
Бразилия — Доминиканская Республика 3:0 (25:21, 25:17, 25:18)

## Итоги

### Положение команд
| Бразилия                 |
| Доминиканская Республика |
| Аргентина                |
| 4. Куба                  |

### Призёры
Бразилия: Валевска Морейра ди Оливейра, Каролина Албукерке, Марианне Штейнбрехер (Мари), Паула Пекено, Таиса Дахер ди Менезис (Таиса), Элия Рожерио ди Соуза (Фофан), Валеска Менезис (Валескинья), Фабиана Марселино Клаудино, Велисса ди Соуза Гонзага (Сасса), Жаклин Мария Перейра ди Карвальо, Шейла Таварес ди Кастро, Фабиана Алвин ди Оливейра (Фаби). Главный тренер — Жозе Роберто Гимарайнс (Зе Роберто).
  Доминиканская Республика: Аннерис Варгас Вальдес, Элиса Эва Мехия Лисвель, Милагрос Нуньес, Бренда Кастильо, Дарленис Марте, Милагрос Кабраль де ла Крус, Карла Эченике, Каролина Рондон, Присилья Ривера Бренс, Аргенди Родригес, Джина Альтаграсиа Мамбру Касилья, Бетания де ла Крус де Пенья. Главный тренер — Маркос Квик.
  Аргентина: Лусия Бертайна, Жозефина Фернандес, Летисия Боскаччи, Татьяна Риццо, Георгина Клуг, Натали Флавиани, Илеана Лейендекер, Флоренсия Бускетс, Сабрина Сегуй, Лусия Гайдо, Айлин Перейра, Яэль Кастильоне. Главный тренер — Хорасио Бастит.

### Индивидуальные призы
MVP:  Фофан
Лучшая нападающая:  Бетания де ла Крус
Лучшая блокирующая:  Фабиана
Лучшая на подаче:  Янелис Сантос
Лучшая на приёме:  Фаби
Лучшая в защите:  Лусия Гайдо
Лучшая связующая:  Фофан
Лучшая либеро:  Фаби
Самая результативная:  Бетания де ла Крус